# Проворов, Владимир Александрович
Проворов, Владимир Александрович — архиепископ Евангелическо-лютеранской церкви России (с 2022 года).

## Биография
Владимир Проворов родился 4 мая 1978 года в г. Новокуйбышевске Самарской обл.
В середине 1990-х годов пришел в лютеранскую Церковь и конфирмировался в общине св. Георга в Самаре.
В 2000 году закончил с дипломом бакалавра теологии Теологическую семинарию ЕЛЦ в Новосаратовке, где обучался с 1997 года. Был студентом первого набора этой семинарии.
После завершения учёбы с сентября по декабрь 2000 года проходил викариат в общине св. Георга в Самаре. В октябре 2001 года был ординирован в пасторы и служил в общине Ульяновска. С 2004 по 2015 год занимал должность пропста Ульяновского пропства, затем, после реорганизации последнего в мае 2015 года, работал пропстом вновь созданного Поволжско-Камского пропства.
С 2009 по 2012 год Владимир Александрович Проворов был президентом Генерального Синода ЕЛЦР.
8 июня 2022 года внеочередной Генеральный Синод Евангелическо-Лютеранской Церкви России избрал Владимира Проворова в архиепископы.

## Семья
Женат, вместе с женой Алёной воспитывает двоих детей. 